# Godfried Marschall
Godfried Marschall (ur. 1 października 1840 w Neudorf bei Staatz, zm. 23 marca 1911 w Wiedniu) – austriacki duchowny katolicki, biskup pomocniczy Wiednia 1901-1911.

## Życiorys
Święcenia kapłańskie otrzymał 24 lipca 1864.
15 kwietnia 1901 papież Leon XIII mianował go biskupem pomocniczym Wiednia. 12 maja 1901 z rąk arcybiskupa Emidia Talianiego przyjął sakrę biskupią. Funkcję pełnił aż do swojej śmierci.